# Instytut Ochrony Roślin
Instytut Ochrony Roślin – Państwowy Instytut Badawczy – państwowy instytut badawczy, naukowy instytut branżowy z siedzibą w Poznaniu. 

## Struktura
Podstawowe jednostki organizacyjne IOR:
Zakłady naukowe: 
- Klinika Chorób Roślin
- Laboratorium Analiz Środowiskowych
- Międzyzakładowa Pracownia Biologii Molekularnej
- Zakład Badania Pozostałości Środków Ochrony Roślin
- Zakład Biologicznych Metod
- Zakład Ekologii i Ochrony Środowiska
- Zakład Entomologii
- Zakład Herbologii i Techniki Ochrony Roślin
- Zakład Metod Prognozowania Agrofagów i Ekonomiki Ochrony Roślin
- Zakład Mikologii
- Zakład Wirusologii i Bakteriologii
- Zakład Zoologii

Oddziały i stacje doświadczalne:
- Oddział IOR-PIB w Sośnicowicach
- Polowa Stacja Doświadczalna IOR-PIB w Winnej Górze
- Rolniczy Zakład Doświadczalny w Winnej Górze
- Terenowa Stacja Doświadczalna IOR-PIB w Białymstoku[5], Rzeszowie[6] i Toruniu